# Jelena Iwanowna Bolsun

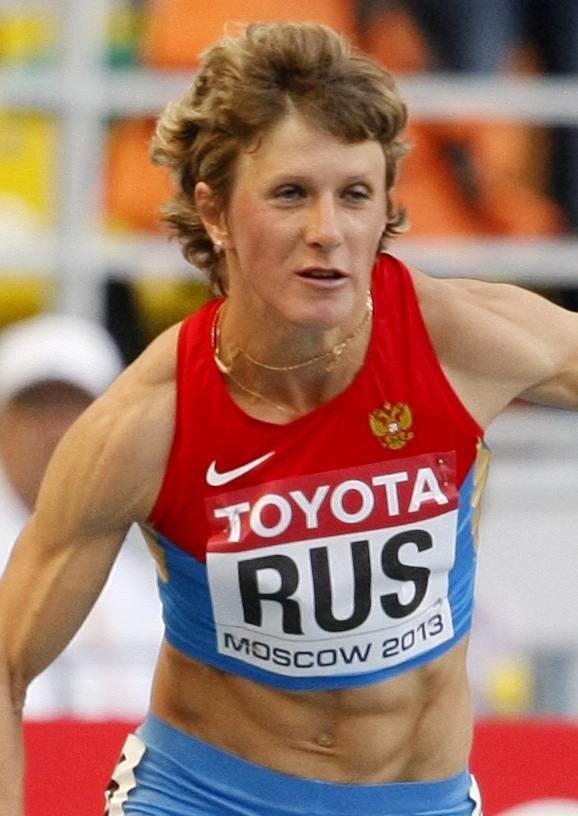
Jelena Iwanowna Bolsun

Jelena Iwanowna Bolsun (russisch Елена Ивановна Болсун; * 10. März 1983 in Irkutsk) ist eine russische Sprinterin.

## Leben
Bei der Universiade 2003 in Daegu gewann sie die Goldmedaille über die 200 Meter. Im Jahr darauf nahm sie an den Olympischen Spielen in Athen teil, wo sie über 200 Meter das Viertelfinale erreichte.